# IC 2247
IC 2247 је спирална галаксија у сазвјежђу Рак која се налази на листи објеката дубоког неба у Индекс каталогу.
Деклинација објекта је + 23° 11' 59" а ректасцензија 8h 15m 59,0s. Привидна величина (магнитуда) објекта IC 2247 износи 13,2 а фотографска магнитуда 14,0. Налази се на удаљености од 59,994 милиона парсека од Сунца. IC 2247 је још познат и под ознакама UGC 4299, MCG 4-20-8, CGCG 119-20, FGC 736, IRAS 08130+2321, PGC 23169.